# Transformation (Tal Wilkenfeld)
Transformation è il primo album realizzato in studio della bassista australiana Tal Wilkenfeld pubblicato il 14 maggio 2007.
L'album è stato interamente composto da Wilkenfeld ed inciso nel maggio 2006, quando aveva vent'anni.

## Tracce
1. BC – 6:20
2. Cosmic Joke – 6:23
3. Truth Be Told – 6:38
4. Serendipity – 5:00
5. The River of Life – 7:41
6. Oatmeal Bandage – 7:51
7. Table for One – 8:29

## Musicisti
- Tal Wilkenfeld - basso
- Wayne Krantz - chitarra
- Geoffrey Keezer - tastiere, pianoforte
- Keith Carlock - percussioni
- Samuel Torres - percussioni (traccia 3)
- Oteil Burbridge - melodia basso (traccia 6)
- Seamus Blake - sassofono